# Johann Teghillo
Johann Georg August Teghillo (* 5. Februar 1823 in Hanau; † 4. August 1902 ebenda) war Abgeordneter des Kurhessischen Kommunallandtages Kassel.

## Leben
Johann Teghillo war der Sohn des Johann Philipp Teghillo, der aus Turin stammte. Seine Mutter war Gertrude Schneider.
Im Mai 1857 wurde er in den deutschen Staatsverband eingebürgert. Dabei konnte er ein Vermögen von 50.000 Gulden nachweisen.
1877 wurde er mit großer Mehrheit in den Kurhessischen Kommunallandtag des preußischen Regierungsbezirks Kassel gewählt. 
Er war hier im Legitimationsprüfungsausschuss tätig und legte sein Mandat am 27. August 1879 nieder. Sein Nachfolger im Amt wurde Eduard Rauch. 